# Solterre
Solterre ist eine französische Gemeinde im Département Loiret in der Region Centre-Val de Loire. Sie gehört zum Arrondissement Montargis und zum Kanton Montargis. Solterre hat eine Fläche von 980 Hektar und zählt 476 Einwohner (Stand: 1. Januar 2022), die Solterriens und Solterriennes genannt werden.

## Geographie
Solterre liegt etwa 62 Kilometer östlich von Orléans. Umgeben wird Solterre von den Nachbargemeinden Mormant-sur-Vernisson im Norden, Cortrat im Osten, Pressigny-les-Pins im Süden und Südosten, Ouzouer-des-Champs im Süden und Südwesten sowie Saint-Hilaire-sur-Puiseaux im Westen.
Durch die Gemeinde führt die frühere Route nationale 7 (heutige D2007).
Die Gemeinde besaß einen Haltepunkt an der Bahnstrecke Moret-Veneux-les-Sablons–Lyon-Perrache.

## Bevölkerungsentwicklung
| Jahr                       | 1962 | 1968 | 1975 | 1982 | 1990 | 1999 | 2006 | 2018 |
| Einwohner                  | 298  | 318  | 289  | 325  | 369  | 470  | 477  | 472  |
| Quellen: Cassini und INSEE |      |      |      |      |      |      |      |      |

## Sehenswürdigkeiten

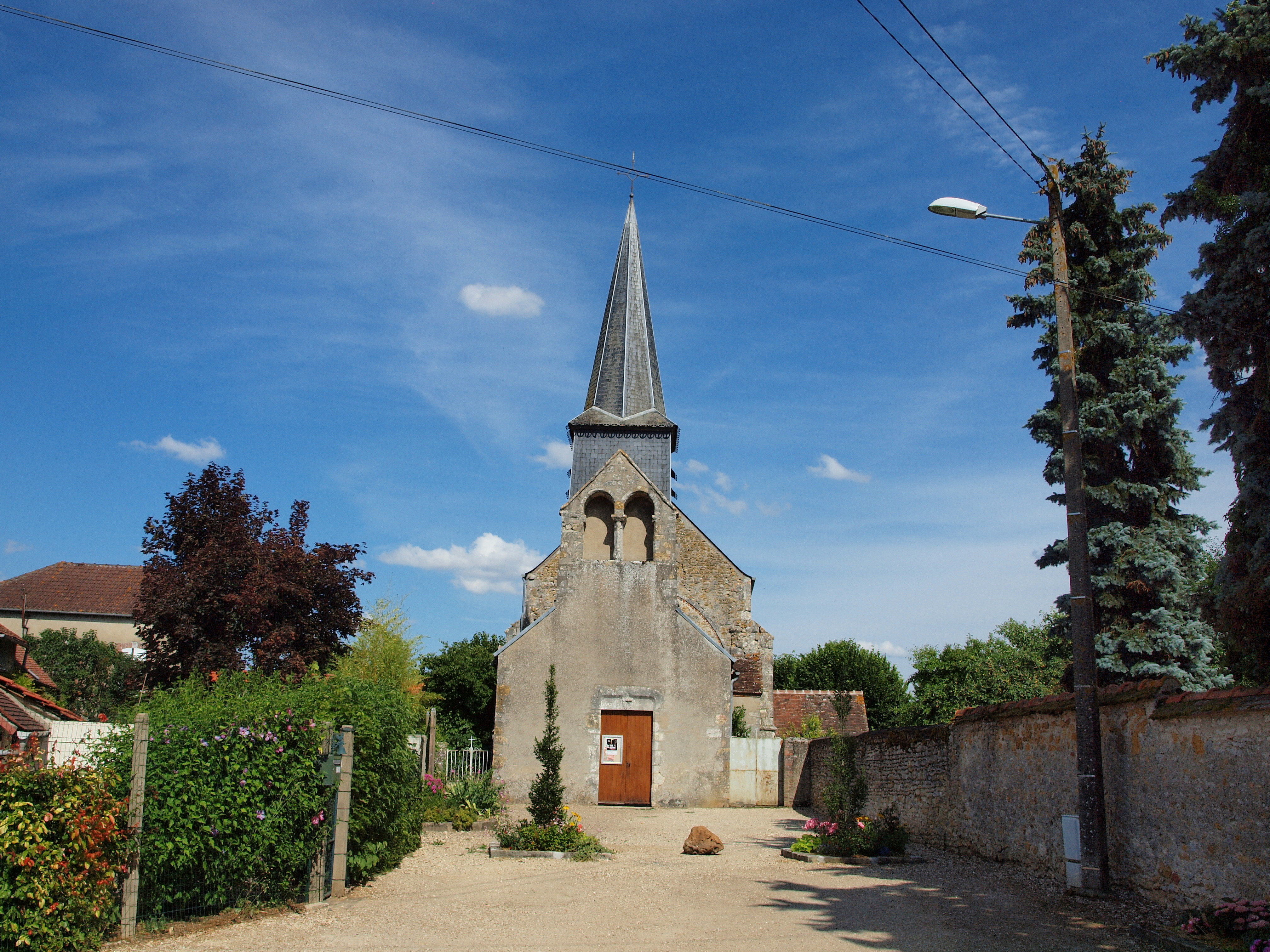
Kirche Saint-Pierre

- Kirche Saint-Pierre aus dem 16. Jahrhundert, Chor seit 1931 als Monument historique eingeschrieben